# Lepidopria
Lepidopria (лат.) — род паразитоидных мирмекофильных наездников семейства Диаприиды надсемейства Diaprioidea подотряда Стебельчатобрюхие отряда Перепончатокрылые насекомые. Включает палеарктический вид Lepidopria pedestris, Lepidopria masneri Notton, 1994 из Японии и Кореи и североамериканский вид Lepidopria aberrans Brunes, 1916, который условной отнесен к этому роду.

## Описание
Мелкие наездники, длина тела около 1,5 мм. Демонстрируют мирмекофильные черты строения: редуцированные глаза, редуцированную пигментацию тела, особенно у самок, у которых булава усиков жёлтая, увеличенный петиоль и бескрылость. Усики самок 12-члениковые с булавой из 2 сегментов; у самцов усики 14-члениковые. Обладают характерным стебельком петиолем, напоминающим такой же у муравьёв.
Встречаются в гнёздах муравьёв Solenopsis fugax, а также выводились из пупариев тахин и имаго пластинчатоусых жуков.
Обнаружены в Голарктике.
- Lepidopria pedestris Kieffer, 1911 (Западная Европа)
  - =Solenopsia castanea Kieffer, 1911[6]
- Lepidopria masneri Notton, 1994 (Япония и Южная Корея)
- ?Lepidopria aberrans Brunes, 1916 (Северная Америка)